# Палецкий, Никита Фёдорович
Князь Никита Фёдорович Палецкий (умер после 1551) — воевода и наместник на службе московского князя Василия III и царя Ивана IV Грозного.
Рюрикович в XVIII колене. Из рода удельных князей Палецких. Четвёртый, из семи сыновей князя Фёдора Ивановича Меньшого. Имел братьев, князей: воеводу Фёдора, Андрея, Василия Большого и Меньшого, Давыда и Петра по прозванию Варган.

## Служба у Василия III
В августе 1527 года воевода на Унже, где упомянут и в 1528 году. В октябре 1530 года переведён в Серпухов вторым воеводой под командованием И.А. Прозоровского-Пуговицы, откуда в 1531 году войска двинулись в Тулу. В июле этого же года был третьим береговым воеводой на Оке, напротив Люблина. В 1532 году сперва был вторым воеводой в Одоеве, а после переведён в Серпухов в той же должности. В 1533 году наместник в Медовске и переведён в Белёв седьмым воеводой.

## Служба у Ивана Грозного
В 1534 году четвёртый воевода в "Белёве на Бобриках". В июле 1535 года отправлен по "стародубским вестям" вторым воеводой полка левой руки в Брянск после получения известия о взятии литовцами Гомеля. В июле 1537 года второй воевода в Костроме, «за городом», и после переведен четвёртым воеводой в Плёс. В 1540 году третий воевода в Костроме, а по роспуску больших воевод первый воевода в Плёсе. В декабре этого же года, по соединению плёских и шуйских воевод, послан во Владимир вторым воеводой Большого полка в связи с походом Сафа Гирея на Муром. В 1541 году защищал шестым воеводой Белёвские волости от возможного нападения крымского хана Сахиб Гирея и его сына Эмин Гирея. В декабре 1542 года второй воевода Сторожевого полка во Владимире. В апреле 1549 года второй воевода одиннадцатого полка войск левой руки в шведском походе. В ноябре 1551 года послан третьим воеводой под Куконос.
По родословной росписи показан бездетным.